# Afrika-Eurasien
Der Großkontinent Afrika-Eurasien, auch Afro-Eurasien, Eurafrasien, Europafrikasien oder trikontinentale Welt genannt, beinhaltet die größte zusammenhängende Landmasse der Erde.
In der Biogeographie sowie in den Geistes- und Sozialwissenschaften wird diese Landmasse vorzugsweise als Alte Welt bezeichnet.
Afrika-Eurasien ist nicht identisch mit der Ostfeste. Dieser veraltete Begriff schließt in der Regel u. a. Australien mit ein.

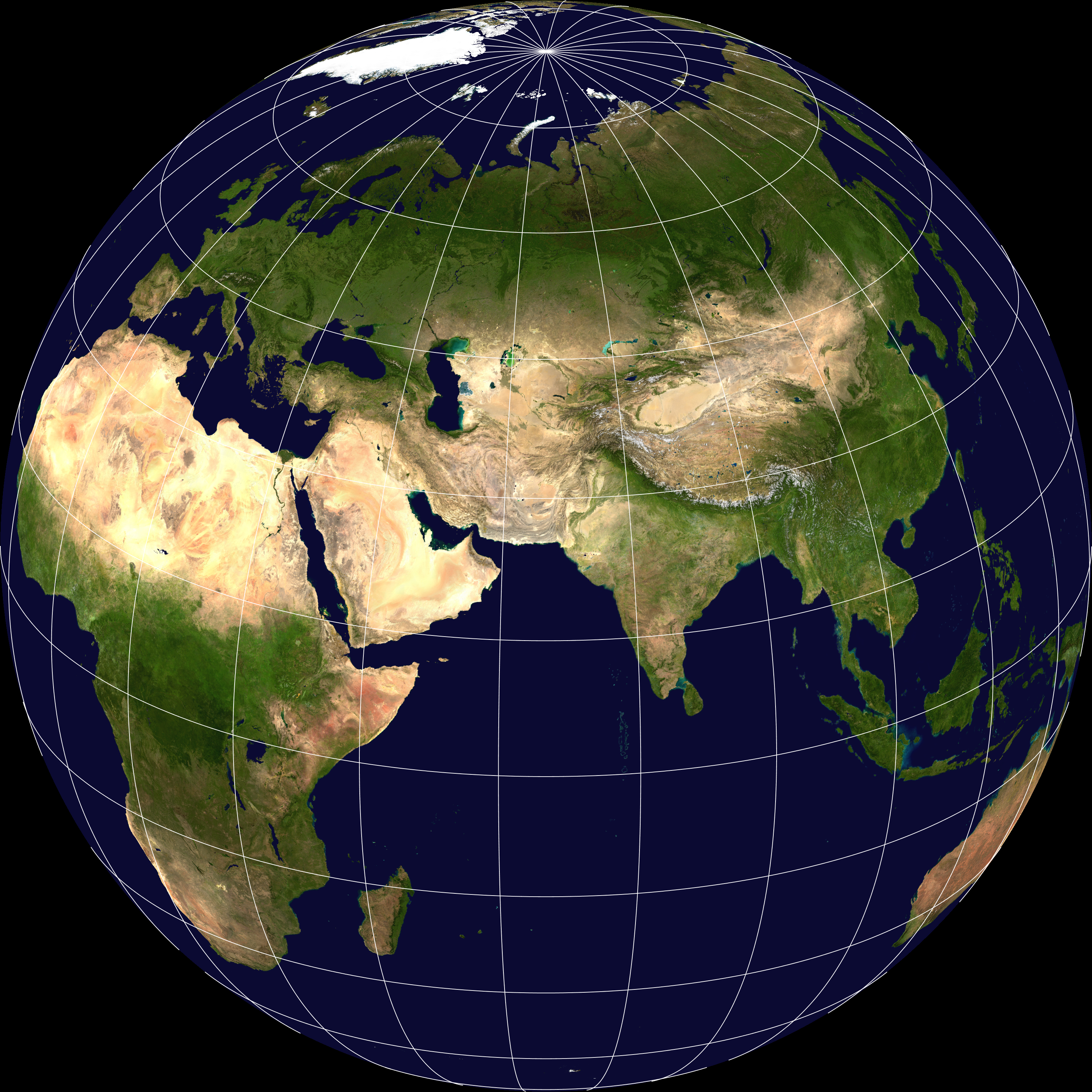

Afrika-Eurasien setzt sich, dem Namen entsprechend, aus den Kontinenten Afrika und Eurasien (Europa und Asien) zusammen. Mit einer Fläche von etwa 85 Millionen Quadratkilometern bedeckt Afrika-Eurasien ein Sechstel der Erdoberfläche und umfasst deutlich über die Hälfte allen Festlandes der Erde. Mit einer Einwohnerzahl von 6,1 Milliarden Menschen (Stand 2013) ist der Großkontinent Heimat von rund 87 % der Weltbevölkerung.

## Unterteilung
Wie im Fall von Eurasien argumentieren auch bei Afrika-Eurasien viele Wissenschaftler, dass die Unterteilung der „Weltinsel“ nicht gerechtfertigt und lediglich historisch und kulturell bedingt sei. Traditionell wird als Grenze zwischen Afrika und Eurasien der Isthmus von Sues angesehen.

## Entstehung
Erdgeschichtlich betrachtet ist Afrika-Eurasien verhältnismäßig jung und besteht in der heutigen Gestalt seit ca. 20 Millionen Jahren. 
Nach dem Zerfall des Superkontinentes Pangaea im Mesozoikum gehörte Eurasien zusammen mit Nordamerika zum „Nordkontinent“ Laurasia, während Afrika ein Teil des „Südkontinentes“ Gondwana war (neben Südamerika, Australien, Antarktika und Indien), zwei durch den Tethys-Ozean vollständig voneinander getrennte Landmassen.
Nach dem Zerfall von Gondwana begannen sich in der Kreidezeit Afrika und Indien nach Norden zu bewegen und kollidierten im Paläogen und Neogen mit Eurasien.
Die Kollision Afrikas mit Europa wird in rund 50 Millionen Jahren dazu führen, dass sich das Mittelmeer schließt und an seine Stelle eine dem Himalaya vergleichbare Bergkette erhebt.